# Анна Комнина Дукина Палеологина Асенина
Анна Комнина Дукина Палеологина Асенина, известна и като Анна Синадина, е византийска аристократка от XIV век – дъщеря на протостратора Теодор Синадин.
Анна е представителка на една от най-знатните константинополски фамилии – тази на Синадините: дъщеря е на византийския протостратор Теодор Синадин и съпругата му Евдокия Палеологина. Годината на раждането ѝ е неизвестна, но към края на 1321 година вече била на подходяща за задомяване възраст, тъй като през декември същата година се омъжила в Адрианопол за Мануил Комнин Раул Асен – внук на българския цар Иван Асен III. Заедно със съпруга си Анна е изобразена върху една миниатюра в типика на константинополския манастир Света Богородица Сигурна надежда, основан от баба ѝ Теодора Синадина. Типикът съдържа няколко миниатюрни портрета на членове на семейството на Теодора Синадина.
Анна Синадина и Мануил Раул Асен имат един син – Андроник Асен, който по-късно станал паниперсеваст и севастократор.
Информацията за по-нататъшната съдба на Анна е изключително оскъдна. Начинът, по който е изобразена и спомената в типика на Теодора Синадина, датиращ към 1330 г., подсказва, че по това време Анна все още е била жива. Няма обаче никакви сведения за съдбата ѝ между 1335 и 1341 г., когато съпругът ѝ се намирал в затвора, а синът ѝ Андроник бил отглеждан от Йоан Кантакузин и съпругата му Ирина Асенина, която била сестра на Мануил Асен. Към 1342 г Анна се споменава анонимно в историята на Йоан Кантакузин, но по начин, който не позволява да се определи дали по това време тя е била жива.